# Yigoga sureyae
Yigoga sureyae là một loài bướm đêm trong họ Noctuidae.